# Rivière, Pas-de-Calais
Rivière là một xã trong tỉnh Pas-de-Calais, vùng Hauts-de-France, Pháp.

## Địa lý
Rivière là một xã nông trại và công nghiệp nhẹ, cự ly 6 dặm (10 km) về phía tây nam của Arras, tại giao lộ của các tuyến đường D7, D30 và D34.

## Dân số
| 1962                                                              | 1968 | 1975 | 1982 | 1990 | 1999 | 2006 |
| ----------------------------------------------------------------- | ---- | ---- | ---- | ---- | ---- | ---- |
| 934                                                               | 963  | 963  | 1102 | 1142 | 1122 | 1151 |
| Số liệu điều tra dân số tính từ năm 1962, dân số chỉ tính một lần |      |      |      |      |      |      |

## Địa điểm nổi bật

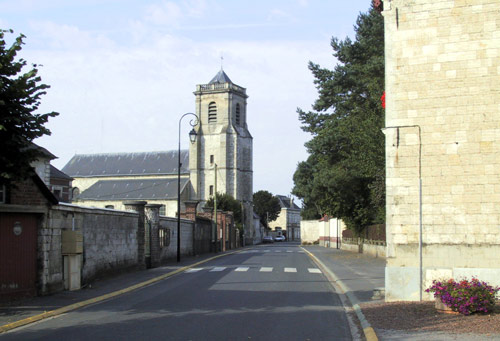
The church

- Nhà thờ St.Vaast, thế kỷ 18.